# Joseph Rosati
Joseph Rosati, né le 12 janvier 1789 à Sora (Italie) et mort le 25 septembre 1843 à Rome, est un missionnaire catholique d'origine italienne, membre de la Congrégation de la Mission. Il fut le premier évêque du diocèse de Saint Louis aux États-Unis après sa création en 1826. Jusqu'à sa mort, il joue un rôle de première importance dans le développement de l'Église catholique dans le pays et dans l'implantation de sa congrégation en Amérique du Nord.
À la fin de sa vie, il remplit de nombreuses missions diplomatiques pour le Saint Siège. Envoyé à Haïti en 1843 en tant que délégué apostolique, il participe à la rédaction d'un premier projet de concordat entre les autorités haïtiennes et l'Église catholique.

## Biographie

### Jeunesse et formation

#### Jeunesse à Sora
Pietro Luigi Giusepe Raffaele Rosati naît le 12 janvier 1789 dans la ville de Sora en Campanie, région qui était alors sous la domination du royaume de Naples, dans une famille pieuse,. Il est le fils de Giovanni et de Maria Vienna Senese.
Il commence ses études en vue de devenir prêtre à l'âge de 9 ans. Il reçoit la tonsure à l'âge étonnant pour l'époque de 12 ans puis se lance dans les études de philosophie. Une retraite prêchée dans sa ville natale par un Vincentien lui inspire l'idée de se présenter comme candidat à la Congrégation de la Mission, également connue sous le nom des « frères lazaristes ».

#### Études à Rome
Joseph Rosati commence son noviciat à Rome en 1807. Quelques mois après son arrivée, le 2 février 1808, la ville est occupée par l'armée française de l'empereur Napoléon, dont la politique à l'égard du Saint Siège a pris un tournant hostile depuis 1806.
C'est dans ce climat de tension que Joseph Rosati prononce ses vœux huit mois après son arrivée le 1er avril 1808 à l'âge de 19 ans. Pour ce faire, le religieux bénéficie d'une dispense spéciale du pape Pie VII, considérant la difficulté de poursuivre son noviciat du fait de l'occupation française,.
Après un voyage à Sora pour rendre visite à son père, dont la santé était déficiente, Joseph Rosati revient à Rome à l'automne pour entreprendre ses études de théologie. Il suit notamment les cours de Félix De Andreis à la maison de Montecitorio, siège de la Congrégation. De Andreis devient par la suite son supérieur lors de la fondation de la mission américaine. Celui-ci l'encourage à apprendre l'anglais plutôt que l'hébreu en vue de sa future vie de missionnaire.
Rosati est ordonné prêtre dans la chapelle de Montecitorio le 10 février 1811 à l'âge de 22 ans, grâce à une nouvelle dispense papale,.

### Missionnaire en Amérique

#### L'appel de l'Amérique
Pendant les trois premières années de son sacerdoce, Joseph Rosati prêche à Naples puis dans d'autres missions de la campagne napolitaine. En 1814, il repart à Rome et est envoyé en mission dans les petites villes du sud du Latium.
En septembre 1815, alors qu'il prêche une mission à La Scarpa, Joseph Rosati reçoit une lettre de son ancien professeur De Andreis, qu'il avait accompagné dans plusieurs missions et visites de charité après son ordination. Ce dernier l'invite à se porter candidat à la mission de Louisiane en Amérique du Nord, pour y établir un nouveau séminaire.
Le nouvel ordinaire du diocèse de la Louisiane et des Deux-Florides, Guillaume-Valentin Dubourg, prêtre français de la Société de Saint-Sulpice, avait accepté cette même année la charge d'administrateur apostolique. Il subordonnait son ordination en tant qu'évêque à la venue de missionnaires européens de diverses congrégations.
Dépourvu d'évêque depuis 1803, le diocèse de la Louisiane et des Deux Florides, vaste comme l'Europe de l'Ouest, s'étendait du golfe du Mexique aux Grands Lacs canadiens sur les deux rives du Mississippi. Il venait tout juste d'être le lieu d'affrontements violents entre les Britanniques et les États-Unis lors de la guerre de 1812. De surcroît, celui-ci se trouvait désormais sous la tutelle d'un État sans religion officielle après le retrait de la France d'Ancien Régime et de l'Empire espagnol. Dans ce contexte défavorable, l'Église catholique devait désormais faire face à la concurrence d'autres Églises protestantes et à l'arrivée d'immigrants européens non catholiques, parfois inspirés par les idées de la Révolution française et hostiles à l'Église,.
De passage à Rome en 1815 pour se faire sacrer évêque avant de partir pour l'Amérique, Guillaume-Valentin Dubourg avait été captivé par le style des prédications et la réputation de De Andreis, et lui avait proposé de l'accompagner en Amérique en tant que supérieur d'un groupe de missionnaires vincentiens,.

#### Voyage vers les États-Unis
Joseph Rosati accepte la proposition de son ancien professeur. Âgé de 26 ans, celui-ci rejoint le groupe de cinq missionnaires rassemblé par Félix De Andreis. Après avoir gagné Rome puis Gênes, Rosati se rend à Bordeaux pour terminer ses ultimes préparatifs durant six mois avant de traverser l'Atlantique.
Parti de France le 13 juin 1816 à bord d'un navire américain, The Ranger, Joseph Rosati et les autres missionnaires vincentiens qu'il accompagnait débarquent à Baltimore le 26 juillet. Après un mois de repos au séminaire St. Mary, ils partent ensemble le 3 septembre pour Pittsburgh, puis descendent l'Ohio jusqu'à Louisville et Bardstown dans le Kentucky. Cette dernière ville, la seconde plus ancienne de l'État, disposait de son propre siège épiscopal. Ils y sont reçus par l'évêque de la ville, Benoît-Joseph Flaget, qui les héberge au séminaire St. Thomas.
Joseph Rosati profite de cette période pour poursuivre sa formation de missionnaire, le diocèse ne disposant pas encore d'institutions capables de les accueillir à cet effet dans le Missouri,. C'est aux États-Unis et en particulier durant son séjour à Bardstown qu'il commence à se faire connaître sous le nom de « Joseph Rosati ». Il s'y perfectionne dans la maîtrise de la langue anglaise, dans laquelle il effectue de rapide progrès selon son supérieur Félix De Andreis et s'initie à son nouveau ministère auprès des immigrants et des Amérindiens,. En 1817, il se rend à Vincennes dans l'Indiana pour prêcher la première mission vincentienne aux États-Unis avant que la construction du séminaire des Barrens n'occupe entièrement les missionnaires.

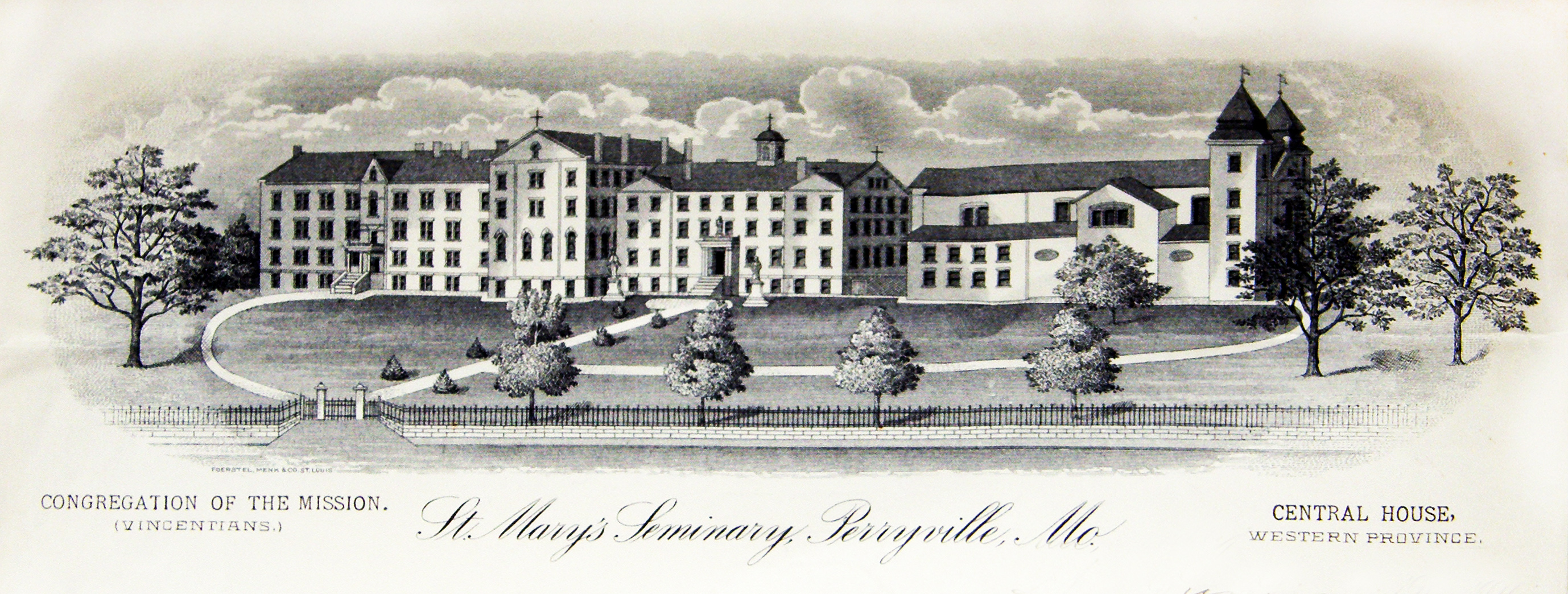
Vue du séminaire Saint Mary's of the Barrens à Perryville, Missouri (avant 1900)

#### La création du séminaire St. Mary aux Barrens
À l'automne 1818, Rosati quitte Bardstown en compagnie de Flaget, de Félix De Andreis et de Frère Blanka, par bateau, sur l'Ohio jusqu'au Mississippi, puis à dos de cheval jusqu'à Saint-Louis,. Le 27 septembre 1818, Rosati pénétre pour la première fois dans son futur diocèse. Il rejoint le 2 octobre le campement alors dit des Barrens à environ 130 kilomètres de Saint-Louis, qui deviendra plus tard la ville de Perryville, afin d'y poursuivre la construction du Séminaire St Mary, la maison-mère de la Congrégation de la Mission en Amérique du Nord,.
Selon la correspondance de Joseph Rosati de cette époque, la vie du missionnaire italien se partage alors entre l'enseignement, la construction du séminaire, la prédication et son ministère sacerdotal auprès de ses paroissiens. La mort de son supérieur Félix De Andreis le 15 octobre 1820 est un grand choc pour lui. Il écrit à son frère Nicola : « Tu ne peux pas t’imaginer combien cet évènement affreux nous affligea tous. Ce n'était pas tellement pour lui, puisque c’était un saint, qui vécut et mourut comme un saint. La durée de sa vie apostolique fut brève, spécialement dans ces terres, mais néanmoins pleine de bénédictions. L’évêque, le diocèse, et notre Congrégation ont perdu un grand soutien ».

### Évêque coadjuteur de Louisiane et des Deux-Florides

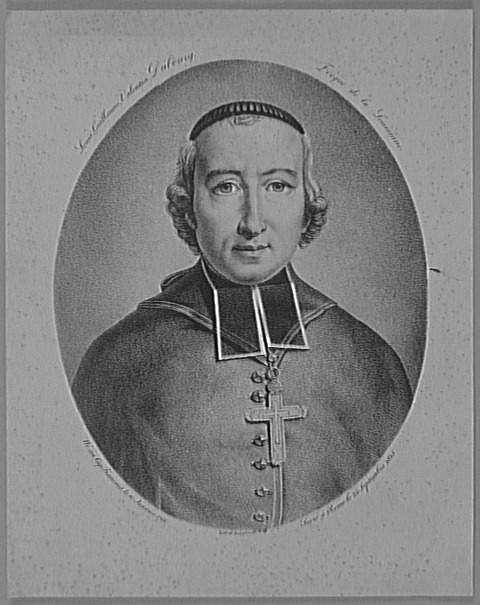
Portrait de Guillaume-Valentin Dubourg en 1833

#### Collaborateur de Guillaume-Valentin Dubourg
Après la mort de De Andreis, Joseph Rosati devient le supérieur de la mission vincentienne américaine, qui dépendait alors toujours de la Province romaine. Dans le même temps, Rosati continue à enseigner la logique et la théologie au séminaire des Barrens, qui accueillit à partir de 1823 des étudiants.
Son évêque, Guillaume-Valentin Dubourg, en vient à s'appuyer de plus en plus sur lui. Il lui demande de délaisser l'enseignement pour se concentrer davantage sur l'activité missionnaire auprès de la population locale et des immigrants, mais Rosati poursuit toutefois son activité de formation des séminaristes.
Après que Joseph Rosati ait refusé en août 1822 de devenir vicaire apostolique au Mississippi et en Alabama en raison du manque de moyens disponibles pour cette tâche et de la nécessité de poursuivre sa tâche au séminaire, Guilaume-Valentin Dubourg le proposa sans l'en avertir à l'épiscopat pour devenir son coadjuteur et prendre en charge le nord du diocèse,,.

#### Ordination épiscopale
Le 14 juillet 1823, le pape Pie VII nomme Joseph Rosati évêque titulaire de Tanagra (de) et coadjuteur du diocèse de Louisiane et des Deux-Florides. Afin de prévenir un nouveau refus de sa part, la bulle du Saint-Siège est accompagnée d'une lettre lui enjoignant l'obéissance. Rosati est ordonné évêque le 25 mars 1824 par Guillaume-Valentin Dubourg dans l'église de Donaldsonville en Louisiane, à mi-chemin entre les deux centres de population, La Nouvelle Orléans au sud et Saint Louis au nord,.
Après son ordination, Rosati visite les paroisses et les communautés de la basse Louisiane avant de retourner aux Barrens, où il reprend ses classes comme avant, en s'appuyant sur deux confrères futurs évêques, Léon-Raymond de Neckère et Jean-Marie Odin, pour faire face à l'accroissement de ses responsabilités,.
L'augmentation rapide de la population entraîne en effet de nouveaux problèmes pour le diocèse, en raison du faible nombre relatif de prêtres et de religieux pour répondre aux besoins des fidèles, et des distances énormes difficiles à parcourir, tout particulièrement en certaines saisons. Cette dernière situation restreint les nouvelles implantations à proximité du Mississippi et de ses affluents et nécessite des voyages fréquents de la part du coadjuteur en l'absence de l'évêque Guillaume-Valentin Dubourg.

### Évêque de Saint Louis

#### Un évêque pour le nouveau diocèse de Saint Louis
À la surprise de Rosati, Guillaume-Valentin Dubourg profite d'une visite à Rome en février 1825 pour présenter sa démission, ce qui fait de Rosati l'ordinaire du diocèse. Le pape Léon XII ordonne la partition du diocèse le 14 juillet 1826 et le nomme évêque de La Nouvelle Orléans au lieu de l'être de Saint-Louis. Joseph Rosati conteste cette décision en arguant que ce changement le séparerait de la Congrégation de la Mission. Le Saint Siège se range à ses arguments et change son affectation.
Par un bref pontifical de Léon XII le 20 mars 1827, Joseph Rosati est ainsi nommé évêque de Saint-Louis, diocèse aux frontières incertaines qui comprenait à l'époque l'État du Missouri, l'Arkansas, les deux-tiers de l'Illinois et les territoires s'étendant au-delà des sources du Mississippi et à l'Ouest de la rivière Missouri. À l'exception de quelques villages de colons français et espagnols, qui ne recevaient que rarement la visite d'un prêtre catholique, le diocèse de Saint-Louis était un vaste territoire, principalement peuplé par les tribus amérindiennes. Le diocèse était toutefois stratégique comme base de départ pour les missions vers le Mexique et vers le Canada, alors sous domination britannique.
Le diocèse s’avère difficile à administrer, et Rosati se désespére de recruter suffisamment de personnel religieux pour répondre aux besoins des fidèles. Dans une lettre à l'abbé Perreau, vicaire général du Grand-Aumônier, en date du 7 juin 1827, il écrit :

« Malgré tous les efforts qu’on a faits pour former des prêtres dans le pays et pour en avoir de l’Europe, je n’ai pas encore le bonheur de voir toutes les paroisses, déjà établies dans la Louisiane, fournies de pasteurs. Il y en a dix-neuf. Dans ce moment il y en a deux de vacantes ; les autres ont chacune un prêtre ; mais il y en a qui en demandent deux, et quelques-unes encore trois. La paroisse de La Nouvelle-Orléans a un curé et trois vicaires ; l’église de l’évêché a un prêtre ; il en faudroit un autre. Les Ursulines ont un aumônier qui exerce le ministère et prêche pour les gens du quartier où est le couvent »

#### L'essor du diocèse

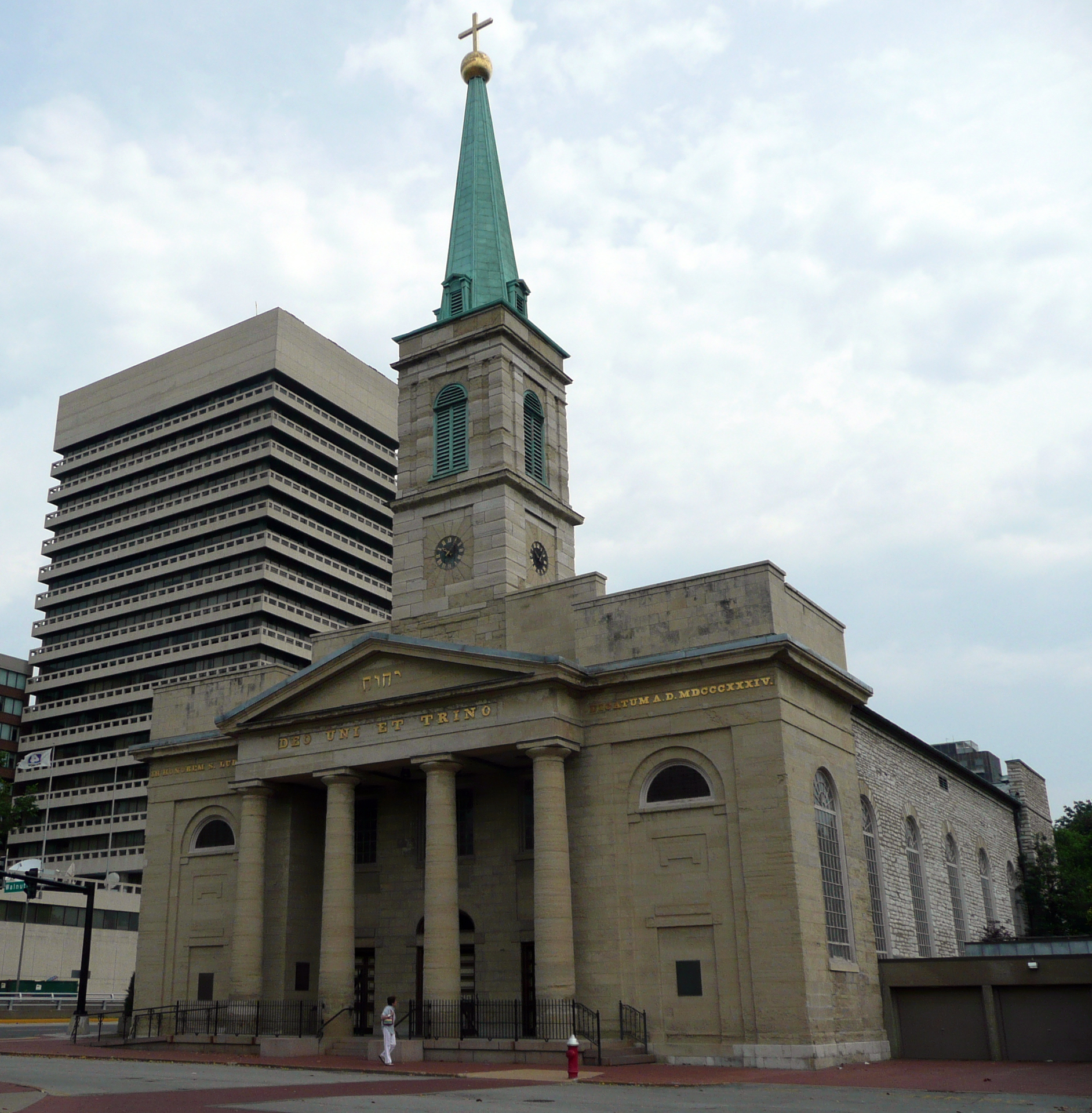
Cathédrale Saint-Louis-Roi-de-France de Saint Louis, édifiée par Joseph Rosati

Bien qu'il ait préféré sa résidence des Barrens, Rosati se rend après sa nomination à Saint-Louis. Celui-ci se mit dès lors en quête de nouveaux fonds pour assurer le développement de son diocèse. Le nouvel évêque entreprend de construire une nouvelle église paroissiale, sous le patronage de Notre-Dame de l'Assomption, qui est bâtie sur le modèle de la chapelle de la maison de Montecitorio où il avait été ordonné prêtre, ainsi qu'une nouvelle cathédrale pour remplacer l'ancien bâtiment qui en tenait lieu. Celle-ci est consacrée le 26 octobre 1834 sous le nom de cathédrale Saint-Louis-Roi-de-France,. Rosati établit de nombreuses autres paroisses dans son diocèse. En 1833, il envoie un prêtre fonder la première paroisse catholique de Chicago,.
Rosati invite de nombreuses congrégations dans son diocèse à l'instar des Jésuites, des sœurs de Saint Joseph de Carondelet, originaires de Lyon et qui établissent à Saint-Louis leur première installation en Amérique du Nord, des sœurs du Sacré Cœur et des sœurs de la charité de Sainte-Élisabeth, qui jettent les bases du premier hôpital catholique dans l'Ouest catholique à Saint-Louis. L'évêque cherche par ce moyen à développer l'éducation catholique dans son diocèse, qui disposait depuis 1818 de sa propre université. En 1833, il invite les Sœurs de la Visitation à venir de Baltimore pour fournir une éducation pour les filles. Les Jésuites disposaient également de leur collège dans la ville épiscopale. En 1842, les Frères de Saint-François-Xavier s'établissent à leur tour dans le diocèse,.
De plus en plus occupé par sa charge épiscopale, Rosati délaisse son rôle de supérieur des Pères Vincentiens, entraînant un certain malaise de la part des membres de la communauté. L'évêque de Saint-Louis est remplacé à cette tâche par John Baptist Tornatore. Cette nomination permet à l'évêque de Saint-Louis de se consacrer davantage à son diocèse.

#### Un des bâtisseurs de l'Église américaine
Rosati suggère de nombreux noms à l'épiscopat pour les nouveaux diocèses américains. Au cours de sa carrière, il est le principal consécrateur de six d'entre eux : Michael Portier en 1826, le futur premier évêque de Mobile, Léon-Raymond de Neckère en 1830, évêque de La Nouvelle Orléans, Frederick Rese en 1833, premier évêque de Détroit, Antoine Blanc en 1835, premier archevêque de La Nouvelle Orléans, Richard Pius Miles en 1838, premier évêque de Nashville, et Peter Richard Kenrick en 1841, son coadjuteur.
Le 30 septembre 1829, Joseph Rosati participe au 1er Concile provincial de Baltimore, premier siège épiscopal américain,. Du fait de son don pour les langues, Joseph Rosati est choisi pour écrire la lettre officielle au pape Pie VIII, résumant les activités de tous les évêques américains, y compris lui-même :

« Six séminaires ecclésiastiques, l’espoir de nos Églises, ont déjà été fondés, et sont dirigés dans la sainte discipline par des prêtres pieux et instruits ; neuf collèges sous contrôle ecclésiastique, la gloire du nom de Catholique, ont été érigés dans différents États où l’on forme les garçons et les jeunes gens à la piété, aux arts et aux branches les plus élevées de la science ; trois d’entre eux ont été admis au rang d’universités par la législature ; 33 monastères et couvents de religieuses... des maisons de religieux de l’Ordre des Frères Prêcheurs et de la Société de Jésus, de prêtres séculiers de la Congrégation de la Mission, et de Saint Sulpice, qui servent de centres, d’où les prêtres sont envoyés aux missions »

Joseph Rosati participe également en 1833 au deuxième Concile provincial dans la même ville, au cours duquel il est chargé avec l'évêque de Boston, Benedict J. Fenwick, de la préparation d'une édition complète du Rituale à l'usage des États-Unis.

### Un évêque diplomate

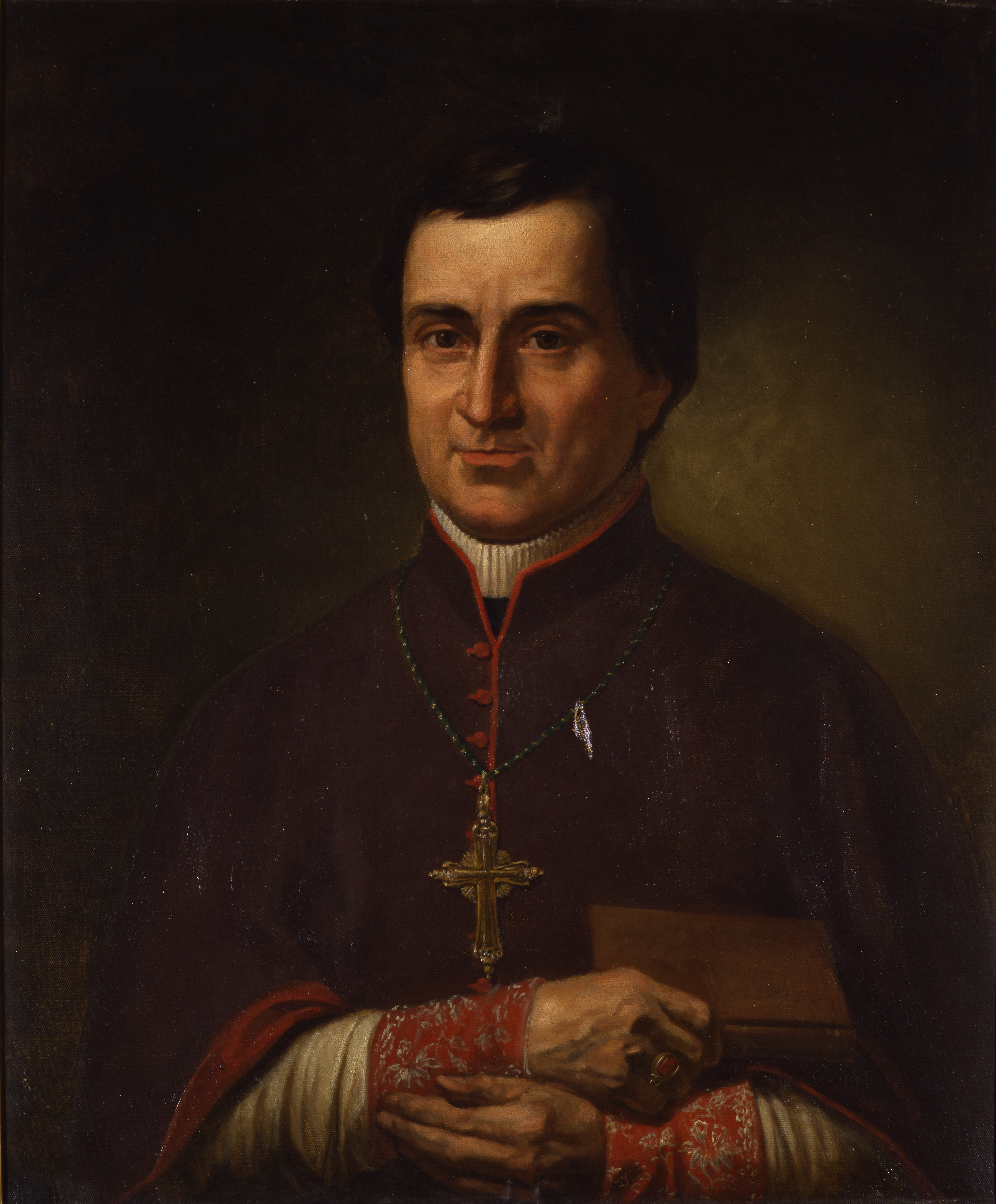
Portrait de Joseph Rosati par Louis Schultze (1887)

#### Retour en Europe
Rosati participe au troisième Concile provincial, puis au quatrième Concile en 1840 à Baltimore. Après ce dernier, il se rend en Europe pour la première fois depuis son départ pour l'Amérique en 1816, afin de lever des fonds et recruter de nouveaux prêtres et religieux pour son diocèse.
Après un passage à Paris dans la nouvelle maison-mère de la Congrégation de la Mission où il rencontre le Supérieur général Jean-Baptiste Nozo, Rosati se rend à Lyon, puis en Italie et à Rome où il est reçu avec chaleur par le pape Grégoire XVI.

#### Délégué apostolique à Haïti

##### Mission du Saint Siège
Grégoire XVI nomme l'évêque de Saint Louis délégué apostolique à Haïti, afin de négocier avec le gouvernement local la mise en place d'un concordat et le rétablissement d'une organisation hiérarchique de l'Église locale, que l'État avait pris en charge jusqu'ici. Cette nomination faisait suite à de premiers échanges infructueux entre John England, évêque de Charleston, et le président de la république Jean-Pierre Boyer, qui demandait au Saint-Siège de poursuivre les discussions afin de parvenir à un accord,,.
Cette mission s'avérait délicate d'un point de vue diplomatique et nécessitait que la France, ancienne puissance coloniale dans l'île, en soit informée. À cette fin, Joseph Rosati se rend à Paris en octobre 1841 afin de rencontrer le ministre des Affaires étrangères François Guizot. Il repart ensuite pour l'Amérique pour pourvoir à l'administration de son diocèse en son absence.
Joseph Rosati débarque à Boston le 30 octobre 1841 puis se rend à Philadelphie pour ordonner à l'épiscopat le 30 novembre son coadjuteur Peter Richard Kenrick, avec comme coconsécrateurs Francis Patrick Kenrick et Paul Lefevere,.

##### Arrivée à Port-au-Prince
Joseph Rosati part ensuite pour Port-au-Prince via New York. Il gagne sa destination après trois semaines de traversée le 28 janvier 1842. Après avoir débarqué discrètement et gagné le presbytère de la ville, par défiance à l'égard des autorités, Rosati est accueilli chaleureusement par la foule après que la nouvelle de son arrivée se soit répandue.
Le lendemain de son arrivée, le représentant du Saint Siège écrit une lettre au président pour annoncer sa présence et préciser le but de sa mission. Il la fait parvenir par l'entremise du consul général de France, Auguste Levasseur, qui y voit de son côté une occasion de se rapprocher de la présidence haïtienne. Joseph Rosati est reçu deux jours plus tard avec les honneurs par Jean-Pierre Boyer au palais de la présidence. L'évêque lui remet à cette occasion le bref adressé par le pape Grégoire XVI, qui insiste sur la nécessité de la stabilité du culte catholique pour assurer celle de l'État haïtien.

##### La négociation du projet de concordat

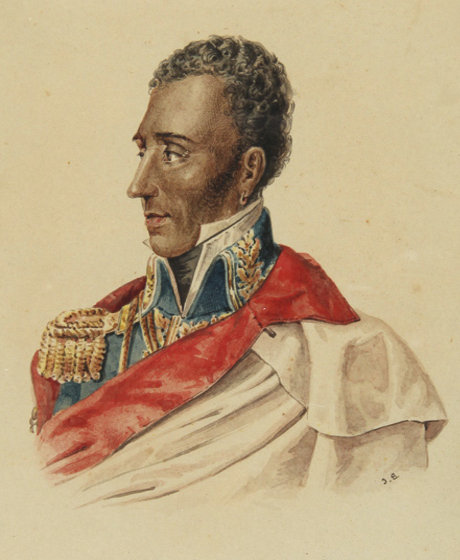
Jean-Pierre Boyer, Président de la République haïtienne

Le chef d'État s'estime satisfait de trouver en Joseph Rosati un interlocuteur plus conciliant que son prédécesseur. La réussite des négociations importe d'autant plus pour lui que la mission diplomatique de Joseph Rosati coïncide avec la tenue d'élections dans l'île, marquées par une progression de l'opposition. De surcroît, l'opinion publique se montre en faveur d'un changement de politique religieuse. Aussi Jean-Pierre Boyer se montre-t-il empressé à ménager l'envoyé du pape et à parvenir à un accord.
La mission de Joseph Rosati se déroule sans heurts et aboutit rapidement. Le légat participe à trois réunions en présence d'une commission réunie par Jean-Pierre Boyer jusqu'à la signature d'un projet de concordat le 17 février 1842. Cet accord, comprenant 16 articles prévoit une protection spécifique par le gouvernement de la religion catholique (celle-ci étant « professée par la majorité des Haïtiens »), l'établissement d'un archidiocèse unique dans l'île dont le siège serait fixé à Port-au-Prince ainsi que la nomination par le président d'Haïti des archevêques et des évêques dans le pays, ceux-ci devant prêter serment d'obéissance et de fidélité au gouvernement avant leur entrée en fonction.
Le concordat prévoit en outre le financement par l'État de la religion catholique dans le pays, la récitation de prières pour le président de la république à la fin des messes, ainsi que l'accord préalable des autorités concernant toute réorganisation du culte dans l'île. Dans le même temps, le concordat prévoit qu'aucune atteinte ne soit portée à la correspondance entre le Saint Siège et les religieux catholiques à Haïti sur les matières de religion.
Les autorités d'Haïti sont satisfaites de l'accord et promettent d'envoyer à Rome des représentants afin de signer un concordat définitif. Avant de repartir à Rome via la France sur la corvette Le Berceau, Joseph Rosati consacre de l'huile sainte pour les paroisses de la ville et donne le sacrement de la confirmation à 448 adultes.

##### Une réception mitigée
Si le document de l'accord règle les points en litige, celui-ci suscite cependant des critiques. Le consul de France Levasseur estima après la signature de l'accord que le président Boyer avait leurré l'envoyé du pape.
À Rome, le concordat est l'objet de telles discussions que le Saint-Siège décide d'envoyer Rosati de nouveau à Haïti pour prolonger les négociations. Celles-ci sont entravées par la révolution haïtienne de 1843 et l'abdication de Jean-Pierre Boyer qui mettent fin aux efforts de l'évêque pour parvenir à un accord. Le texte de l'accord ne sera revisité qu'en 1860 par le cardinal Giacomo Antonelli et Pierre Faubert jusqu'à la signature d'un concordat définitif.

#### Délégué du Saint-Siège auprès de la Congrégation pour la Mission
Au début de l'année 1843, le Saint-Siège délègue Joseph Rosati pour régler les dissensions internes de la Congrégation pour la Mission entre les religieux français et italiens, les deux nationalités les plus représentées en son sein. Les Italiens reprochent notamment aux Français de dominer le gouvernement de la Congrégation et plaident pour une meilleure représentation des différentes nationalités la composant dans ses instances dirigeantes. Après avoir rencontré le Supérieur général à Rome, puis avoir présidé une réunion entre Vincentiens français et italiens, une solution est trouvée et approuvée par une commission de cardinaux.
Au terme de ces discussions, Rosati se prépare à quitter l'Europe pour retourner à Haïti, en prévoyant une étape à Baltimore à l'occasion du cinquième Concile provincial et se rend jusqu'à Paris au début d'avril 1843.

### Maladie et décès
Durant son voyage qui doit le ramener en Amérique du Nord, la santé de Joseph Rosati se dégrade en raison d'une maladie pulmonaire, qui pouvait être une tuberculose. Après un moment de repos, il repart pour Rome et meurt le 25 septembre 1843 à 54 ans à la maison de Montecitorio des suites d'une maladie sans avoir pu revenir dans son diocèse de Saint Louis,. Ses obsèques sont célébrées avec une grande solennité et il est enseveli à Montecitorio.
En 1954, lorsque la Congrégation de la Mission déménage au Collegio Leoniano, ses restes sont ramenés à la cathédrale qu'il avait construite à Saint Louis,.

## Héritage

### Postérité
Si Rosati se présentait lui-même comme le moins brillant des compagnons de Félix De Andreis, celui-ci eut cependant un héritage plus important que lui, en raison entre autres de la plus longue durée de son ministère en Amérique du Nord. Joseph Rosati favorisa l'implantation et le développement de la Congrégation de la mission aux États-Unis et au Canada, grâce au séminaire de Perryville. Les instituts d'éducation catholique qu'il fonda formèrent de nombreux ecclésiastiques promis à de brillantes carrières comme Jean-Marie Odin et John Timon.

### Hommage par le pape Jean-Paul II
Le pape Jean-Paul II mentionne Joseph Rosati dans l'homélie qu'il prononce le 27 janvier 1999 au stade Trans World Dome durant son voyage à Saint-Louis et au Mexique :

« En fidélité au commandement d'évangélisation du Christ, le premier Pasteur de cette Église locale, l'Évêque Joseph Rosati, qui venait de la ville de Sora, tout près de Rome, a promu une activité missionnaire exceptionnelle dès le début. En effet, aujourd'hui, l'on dénombre quarante-six diocèses différents dans la région que l'Évêque Rosati servit. »

## Succesion apostolique
Joseph Rosati a ordonné les évêques suivants :
- Évêque Michael Portier (1826)
- Évêque Leo Raymond De Neckère, C.M. (1830)
- Évêque Frederick John Conrad Résé (Reze) (1833)
- Archevêque Antoine Blanc (1835)
- Évêque Richard Pius Miles (en), O.P. (1838)
- Archevêque Peter Richard Kenrick (1841)